# Дробиш Тушинський
Ян Флоріан Дробиш Тушинський (пол. Jan Florian Drobysz Tuszyński;  21  червня  1640, Заблоття поблизу Житомира —  3  квітня  1707, Замостя, Річ Посполита) — польський письменник, мемуарист.

## Біографія
Народився в сім'ї поміщика. Професійний військовик, служив у війську Речі Посполитої протягом 20 років з 1656 по 1677 рік. Учасник Польсько-козацько-татарської війни (1666—1671). Під командуванням Себастьяна Маховського брав участь у битві під Браїловом 19 грудня 1666 року.
Своє військове минуле описав у мемуарах. Автор щоденників, що містять інформацію про предків, сімейні й моральні заповіді для нащадків та описи воєн, в яких він брав участь.
Щоденники Д. Тушинського «Informacyja dzieciom moim o przodkach domku mego Lament Gustawa Karola Resentymen chrześcijański między Rzpltą a Becalem …» опубліковано у Вроцлаві 1954 року під назвою «Dwa pamiętniki z XVII wieku».